# Marc Ben Puch
Marc Benjamin Puch (ur. 1977 w Berlinie) – niemiecki aktor telewizyjny i filmowy.

## Wybrana filmografia
- 2004: Wilhelm Tell (TV) jako Konrad Baumgarten
- 2006–2008: Jednostka specjalna (GSG 9 – Ihr Einsatz ist ihr Leben) jako Gebhard „Geb“ Schurlau
- 2011: Doktor z alpejskiej wioski (Der Bergdoktor) jako Andreas
- 2012: Turecki dla początkujących (Türkisch für Anfänger) jako urzędnik sądowy
- 2012: Telefon 110 (Polizeiruf 110 – Eine andere Welt) jako właściciel dyskoteki
- 2012: Jezus mnie kocha (Jesus liebt mich) jako Sven
- 2012: A jednak warto (Da geht noch was) jako Busfahrer
- 2013: Tatort – Die Wahrheit stirbt zuerst jako David Roth
- 2013: Ostatni gliniarz (Der Letzte Bulle) jako Jens Numbke
- 2013: Kobra – oddział specjalny (Alarm für Cobra 11 – Die Autobahnpolizei) jako Gerald Rasske
- 2015: Bitwa o ciężką wodę (Kampen om tungtvannet) jako SS-Sturmbannführer (Major) Decker